# Belgische kampioenschappen indoor atletiek 1990
In 1990 werden de Belgische kampioenschappen indoor atletiek Alle Categorieën gehouden op zondag 11 februari in Gent.

## Uitslagen

### 60 m
| rang   | atleet            | prestatie |
| ------ | ----------------- | --------- |
| Goud   | Ronald Desruelles | 6,79 s    |
| Zilver | Jan Deseyn        | 6,86 s    |
| Brons  | Vincent Debaets   | 6,89 s    |

| rang   | atlete                 | prestatie |
| ------ | ---------------------- | --------- |
| Goud   | Nancy Callaerts        | 7,58 s    |
| Zilver | Christel Vandenkieboom | 7,63 s    |
| Brons  | Carine Finck           | 7,65 s    |

### 200 m
| rang   | atleet          | prestatie |
| ------ | --------------- | --------- |
| Goud   | Ronald Amery    | 21,55 s   |
| Zilver | Wim Van Avondt  | 21,74 s   |
| Brons  | Pascal Lahousse | 21,77 s   |

| rang   | atlete        | prestatie |
| ------ | ------------- | --------- |
| Goud   | Leen Deley    | 24,70 s   |
| Zilver | Camille Motte | 25,08 s   |
| Brons  | Ann Maenhout  | 25,32 s   |

### 400 m
| rang   | atleet         | prestatie |
| ------ | -------------- | --------- |
| Goud   | Jeroen Fischer | 47,78 s   |
| Zilver | Piet Desmet    | 49,12 s   |
| Brons  | Jacky D’Hondt  | 49,16 s   |

| rang   | atlete           | prestatie |
| ------ | ---------------- | --------- |
| Goud   | Katrien Maenhout | 55,02 s   |
| Zilver | Martine Meersman | 56,13 s   |
| Brons  | Cécile Clarinval | 56,93 s   |

### 800 m
| rang   | atleet         | prestatie |
| ------ | -------------- | --------- |
| Goud   | Michel Brusten | 1.50,45   |
| Zilver | Marc Bogaert   | 1.51,24   |
| Brons  | Jan Cauwelier  | 1.51,92   |

| rang   | atlete           | prestatie |
| ------ | ---------------- | --------- |
| Goud   | Regine Berg      | 2.08,74   |
| Zilver | Ingeborg Huyssen | 2.09,74   |
| Brons  | Els Vancoillie   | 2.13,05   |

### 1500 m
| rang   | atleet          | prestatie |
| ------ | --------------- | --------- |
| Goud   | Marc Corstjens  | 3.47,32   |
| Zilver | Pascal Meirlaen | 3.47,76   |
| Brons  | Rudy Vlasselaer | 3.49,58   |

| rang   | atlete           | prestatie    |
| ------ | ---------------- | ------------ |
| Goud   | Tania Merchiers  | 4.16,14 (NR) |
| Zilver | Linda Berghman   | 4.25,72      |
| Brons  | Maria Byczkowska | 4.34,63      |

### 3000 m
| rang   | atleet                | prestatie |
| ------ | --------------------- | --------- |
| Goud   | Peter Van de Kerkhove | 8.05,96   |
| Zilver | Geert Bouton          | 8.15,62   |
| Brons  | Dirk Vervaet          | 8.18,52   |

| rang   | atlete              | prestatie |
| ------ | ------------------- | --------- |
| Goud   | Mia Van Tongerloo   | 9.48,28   |
| Zilver | Wendy Michiels      | 10.08,38  |
| Brons  | Peggy Van Eeckhoudt | 10.17,44  |

### 60 m horden
| rang   | atleet            | prestatie |
| ------ | ----------------- | --------- |
| Goud   | Huub Grossard     | 8,00 s    |
| Zilver | Juan Da Silva     | 8,19 s    |
| Brons  | Jean-Paul Bruwier | 8,24 s    |

| rang   | atlete | prestatie |
| ------ | ------ | --------- |
| Goud   | ?      |           |
| Zilver | ?      |           |
| Brons  | ?      |           |

### Verspringen
| rang   | atleet              | prestatie |
| ------ | ------------------- | --------- |
| Goud   | Rudi Vanlancker     | 7,60 m    |
| Zilver | Laurent Broothaerts | 7,55 m    |
| Brons  | Didier Falise       | 7,22 m    |

| rang   | atlete           | prestatie |
| ------ | ---------------- | --------- |
| Goud   | Veerle Jennes    | 6,08 m    |
| Zilver | Corinne De Vrye  | 5,98 m    |
| Brons  | Heidi Van Collie | 5,84 m    |

### Hink-stap-springen
| rang   | atleet     | prestatie |
| ------ | ---------- | --------- |
| Goud   | Yves Henri | 16,07 m   |
| Zilver | Bert Tomme | 15,18 m   |
| Brons  | Eric Yuma  | 14,97 m   |

### Hoogspringen
| rang   | atleet            | prestatie |
| ------ | ----------------- | --------- |
| Goud   | Dominique Sandron | 2,12 m    |
| Zilver | David Magnus      | 2,10 m    |
| Brons  | Gerolf De Backer  | 2,10 m    |

| rang   | atlete       | prestatie |
| ------ | ------------ | --------- |
| Goud   | Mai Verheyen | 1,81 m    |
| Zilver | Peggy Kerens | 1,79 m    |
| Brons  | Heidi Paesen | 1,77 m    |

### Polsstokhoogspringen
| rang   | atleet          | prestatie |
| ------ | --------------- | --------- |
| Goud   | Domitien Mestré | 5,10 m    |
| Zilver | Dirk Ledegen    | 4,90 m    |
| Brons  | Roland Elias    | 4,70 m    |

### Kogelstoten
| rang   | atleet          | prestatie |
| ------ | --------------- | --------- |
| Goud   | Noël Legros     | 15,92 m   |
| Zilver | Stephan Ulrich  | 15,60 m   |
| Brons  | Jordy Beernaert | 15,35 m   |

| rang   | atlete              | prestatie |
| ------ | ------------------- | --------- |
| Goud   | Greet Meulemeester  | 15,03 m   |
| Zilver | Marie-Paule Geldhof | 14,94 m   |
| Brons  | Karine Langeraert   | 13,92 m   |

1985 ·
1986 ·
1987 ·
1988 ·
1989 ·
1990 ·
1991 ·
1992 ·
1993 .
1994 ·
1995 .
1996 ·
1997 ·
1998 .
1999 ·
2000 .
2001 · 
2002 · 
2003 · 
2004 · 
2005 · 
2006 · 
2007 · 
2008 · 
2009 · 
2010 · 
2011 · 
2012 · 
2013 · 
2014 ·
2015 ·
2016 ·
2017 ·
2018 ·
2019 ·
2020 ·
2021 ·
2022 ·
2023 ·
2024 ·
2025